# Björn Vosgerau
Björn Vosgerau (* 1970 in Neumünster) ist ein deutscher Filmproduzent und geschäftsführender Gesellschafter der Wüste Film GmbH.

## Leben
Vosgerau wurde 1970 in Neumünster geboren. Nach dem Zivildienst und diversen Auslandsaufenthalten begann er an der Universität Hamburg Philosophie zu studieren. Anschließend folgte ein Studium des Kultur- und Medienmanagements an der  Hochschule für Musik und Theater Hamburg. Parallel zum Studium arbeitete Vosgerau als Filmvorführer, Filmkritiker, Veranstalter von Filmabenden, Lektor und Dramaturg. 2004 folgte der Wechsel zu Wüste Film, wo er zunächst als Producer begann. Im Jahre 2008 stieg Vosgerau als Produzent und Mitgesellschafter in die Wüste Film ein. Seither ist er dort als Produzent neben Uwe Kolbe und Stefan Schubert für die Herstellung von Kino- und Fernsehfilmen tätig.

## Filmografie (Auswahl)
- 2009: 12 Meter ohne Kopf
- 2011: Arschkalt
- 2011: Ein Tick anders
- 2013: Tatort: Feuerteufel
- 2013: Tatort: Mord auf Langeoog
- 2015: Tatort: Verbrannt
- 2016: Tatort: Zorn Gottes
- 2016: Strawberry Bubblegums
- 2016: Robbi, Tobbi und das Fliewatüüt
- 2018: Tatort: Alles was Sie sagen
- 2018: Tatort: Treibjagd
- 2018: Echte Bauern singen besser
- 2019: Tatort: Querschläger
- 2019: Auf einmal war es Liebe
- 2020: Im Abgrund
- 2021: Das Haus
- 2021: Tatort: Tödliche Flut
- 2022: Tatort: Schattenleben
- 2024: Der Buchspazierer